# سعيد عولقي
سعيد علي عولقي (ولد عام 1946) هو كاتب مسرحي وروائي يمني شارك كعضو مؤسس في تكوين «فرقة الجنوب للمسرح» عام 1965م ثم كعضو مؤسس لفرقة «المسرح الحديث» عام 1969م، انتقل إلى العمل في وزارة الثقافة والسياحة في 1978م وأسس «قسم الأبحاث والدراسات المسرحية» وعمل رئيساً له حتى 1979م، شارك في تأسيس وإصدار «مجلة الفنون» الصادرة عن وزارة الثقافة والسياحة في مطلع العام 1980م وعمل مديراً لتحريرها في بداية صدورها، في 1987 انتخب رئيساً لاتحاد الأدباء والكتاب اليمنيين «فرع عدن». عين مديراً عاماً «للإدارة العامة للثقافة» بوزارة الثقافة بصنعاء (1990 - 1995م)، وفي 1995 عين مديراً عاماً للمؤسسة العامة للمسرح والسينما بقرار جمهوري، وهو مؤلف المسرحية الشهيرة التركة.
ألف كتاب يتحدث عن التاريخ المسرحي في اليمن بعنوان «سبعون عاماً من المسرح في اليمن» عام 1983م، وصدرت له رواية بعنوان «السمار الثلاثة» في 1993م وفي العام نفسه صدر له كتاب بعنوان «شقلبانيات» يحتوي على كتابات صحفية. وترجمت له قصة «الخلافة» إلى اللغة الأنجليزية في مجموعتين نشرت (بالإنجليزية: The Literature of Modern Arabia)‏ عام 1988
و (بالإنجليزية: Modern Literatures of the Non-Western World)‏ عام 1995.
ووفقا للباحث الألماني غونتر أورت، ولد «سعيد عولقي» عام 1946 في عدن.